# 1380.
1380. je deveto desetletje v 14. stoletju med letoma 1380 in 1389. 